# Экзистенциальная психотерапия
Экзистенциа́льная психотерапи́я (англ. existential therapy) — направление в психотерапии, ставящее целью подвести пациента к осмыслению своей жизни, осознанию своих жизненных ценностей и изменению своего жизненного пути на основе этих ценностей, с принятием полной ответственности за свой выбор. Экзистенциальная психотерапия зародилась в XX веке как приложение идей экзистенциальной философии к экзистенциальной психологии, основоположником которой по праву считают датского религиозного мыслителя Сёрена Кьеркегора (Ролло Мэй в своей книге «Смысл тревоги» опирается на философию и психологию Кьеркегора) и психотерапии.

## Основные концепции
Экзистенциальная терапия, вслед за философским экзистенциализмом, утверждает, что жизненные проблемы человека проистекают из самой человеческой природы: из осознания бессмысленности существования и необходимости искать смысл жизни; из-за наличия свободы воли, необходимости делать выбор и страха нести ответственность за этот выбор; из осознания равнодушия мира, но необходимости с ним взаимодействовать; из-за неминуемости смерти и естественного страха перед ней. Известный современный экзистенциальный терапевт Ирвин Ялом определяет всего четыре ключевые проблемы, с которыми имеет дело экзистенциальная терапия: смерть, изоляция, свобода и внутренняя пустота. Все остальные психологические и поведенческие проблемы человека, по мнению сторонников экзистенциальной терапии, проистекают из этих ключевых проблем, и только решение, или, точнее сказать, принятие и осмысление этих ключевых проблем может принести человеку подлинное облегчение и наполнить его жизнь значением.
Жизнь человека рассматривается в экзистенциальной терапии как череда внутренних конфликтов, разрешение которых ведёт к переосмыслению жизненных ценностей, поиску новых путей в жизни, развитию человеческой личности. В этом свете внутренние конфликты и проистекающие из них тревога, депрессия, апатия, отчуждение и другие состояния рассматриваются не как проблемы и психические расстройства, а как необходимые естественные этапы для развития личности. Депрессия, например, рассматривается как этап потери жизненных ценностей, открывающий дорогу для нахождения новых ценностей; тревога и беспокойство рассматриваются как естественные признаки необходимости сделать важный жизненный выбор, которые покинут человека, как только выбор будет сделан. В этой связи задача экзистенциального терапевта заключается в том, чтобы подвести человека к осознанию своих самых глубинных экзистенциальных проблем, пробудить философское размышление над этими проблемами и вдохновить человека сделать необходимый на данном этапе жизненный выбор, если человек колеблется и откладывает его, «застревая» в тревоге и депрессии.
Экзистенциальная терапия не имеет общепринятых терапевтических техник. Сеансы экзистенциальной терапии обычно проходят в форме взаимно уважительного диалога между терапевтом и пациентом. При этом терапевт ни в коем случае не навязывает пациенту никаких точек зрения, а лишь помогает пациенту глубже понять себя, сделать собственные выводы, осознать свои индивидуальные особенности, свои потребности и ценности на данном жизненном этапе.

## История
Некоторые авторы находят корни появления экзистенциальной терапии в античности, рассматривая, например, диалоги Сократа с молодыми людьми, а позднее целые школы Аристотеля, Эпикура и стоиков, как некую форму философской терапии, которая была призвана улучшить понимание мира и тем самым облегчить жизнь человека.
Такое назначение философии было во многом потеряно вплоть до XIX века, когда его возродили Кьеркегор и Ницше. Их работа позднее вдохновила многих мыслителей XX века, таких как Хайдеггер и Сартр, которые не скрывали, что видят роль философии прежде всего в конкретной помощи людям.

Швейцарский врач-терапевт Медард Босс говорит, что Хайдеггер надеялся, что когда-нибудь «его мысли выйдут за пределы чисто философских штудий и станут доступны более широким кругам, в частности множеству страдающих людей». Его участие в семинарах Босса в 1946 г. было продиктовано именно этими соображениями. Однако когда его сочинения получили более широкое распространение среди психотерапевтов-профессионалов, произошло это скорее не по указанной причине, но из-за общего влияния экзистенциализма в пятидесятые-шестидесятые годы. В результате, хотя идеи Хайдеггера и признаются краеугольным камнем экзистенциальной психотерапии, обычно они воспринимаются в преломлении через более доступные сочинения Сартра и Камю.
— Гийон Ч. Аутентичность, нравственные ценности и психотерапия // Мартин Хайдеггер : сб. статей / сост. Д. Ю. Дорофеев. — СПб. : РХГИ, 2004. — 576 с. : ил. — (Личность в жизни и философии) — С. 397.
Другим направлением философии, заложившим основы экзистенциальной терапии и всей психологии в целом, была феноменология, которая, по мнению Эмми ван Дорцена, дала психологам и психотерапевтам необходимый инструментарий для проникновения в суть проблем пациента.
Первыми психиатрами, непосредственно воплотившими идеи экзистенциализма в психотерапии в начале XX века, были Карл Ясперс и Людвиг Бинсвангер. Экзистенциальный анализ Бинсвангера получил широкую известность. Затем феноменология Хайдеггера привела к появлению дазайн-анализа Медарда Босса. Работы Сартра вдохновили на создание его методик Рональда Лэйнга.
Отдельно следует упомянуть появление логотерапии Виктора Франкла — особого направления в экзистенциальной терапии, основанного на поиске смыслов существования и призванного помочь людям найти смысл даже в переживании страданий, как его нашёл сам Франкл в концлагерях Второй мировой войны. Виктора Франкла и Ролло Мэя называют самыми влиятельными экзистенциальными терапевтами XX века.
Ролло Мэй, пионер экзистенциальной психотерапии в Соединённых Штатах, находился под глубоким влиянием постфрейдистских лекций и работ Отто Ранка и всегда считал Ранка самым важным предшественником экзистенциальной психотерапии.
Также среди заметных фигур экзистенциальной терапии следует упомянуть Алис Хольцхей-Кунц, Джеймса Бьюдженталя, Эрнесто Спинелли, Кирка Шнайдера и Ирвина Ялома, Альфрида Лэнгле.

## Экзистенциальная психотерапия по странам

### Экзистенциальная психотерапия в Канаде
За последние 20 лет в Канаде развивался новый вид экзистенциальной терапии, которая частично отклоняется от традиционной терапии. Она включает в себя выводы из исследований позитивной психологии. Может классифицироваться между экзистенциальной позитивной психологией и терапией, основанной на поиске смысла (meaning therapy). 

### Экзистенциальная психотерапия в Великобритании
Британские публикации, связанные с экзистенциальной психотерапией, включают следующих авторов: Jenner (de Koning and Jenner, 1982), Heaton (1988, 1994), Cohn (1994, 1997), Spinelli (1997), Cooper (1989, 2002), Eleftheriadou (1994), Lemma-Wright (1994), Du Plock (1997), Strasser and Strasser (1997), van Deurzen (1997, 1998, 2002), van Deurzen and Arnold-Baker (2005), and van Deurzen and Kenward (2005). 

### Экзистенциальная психотерапия в России
В России и на постсоветском пространстве экзистенциальная психотерапия получила активное развитие и распространение со второй половины 1980-х годов. Среди знаковых событий того времени можно назвать визиты в Россию Виктора Франкла (в марте 1987 года), и Карла Роджерса (в сентябре-октябре 1986 года). Именно на этих встречах закладываются предпосылки формирования первой большой волны отечественных гуманистически-ориентированных и экзистенциальных психотерапевтов. 
С середины 90-х годов в России и на постсоветском пространстве формируются первые регулярные образовательные проекты по экзистенциально-гуманистической психотерапии, среди которых Высшая Школа гуманитарной психотерапии (с 1994 года, в Москве), Международная Школа психотерапии, консультирования и ведения групп (с 1995 года, в Санкт-Петербурге), Восточно-европейская школа экзистенциальной психотерапии (с 1996 года, в Бирштонасе), Международный институт экзистенциального консультирования (с 1999 года, первая площадка в Ростов-на-Дону) и др.. 
В 2000-е годы в Томске экзистенциальным психологом Лукьяновым О.В. и преподавателем философского факультета ТГУ Мурашовым А.Б. проводились программы "Мастерская экзистенциальной антропологии". На базе данных мастерских и иной деятельности был разработан ментальный подход - технология работы с ментальными установками. 
В результате образовательной деятельности подобных проектов и развития профессиональных сообществ, на сегодня в России сформировался достаточно большой круг специалистов, практикующих экзистенциальную психотерапию.